# Gustaf Sparre (1625–1689)
Gustaf Sparre, född 16 juni 1625, död 14 november 1689, var en svensk friherre, diplomat, landshövding, hovrättsråd och riksråd. Sparre var son till kungliga rådet och lantmarskalken Lars Sparre och Märta Banér och sonson till rikskanslern Erik Sparre. Bror till Erik, Svante, Ebba, Carl och Per Sparre. Han gifte sig 1659 med Beata Åkesdotter (Natt och Dag) (1630–1701). Han är begraven i Riddarholmskyrkan i Stockholm.
Sparre var envoyé i Haag från 1655, landshövding i Västmanlands län 1660–1667 och riksråd och hovrättsråd i Svea hovrätt från 1666. Han protesterade kraftfullt vid 1680 års riksdag mot Karl XI:s reduktion och införandet av Karolinska enväldet. Han tvingades 1682 nedlägga sitt rådsämbete.
Sparre byggde Säfstaholms slott 1666.